# Giorgia Andreuzza
Giorgia Andreuzza (Parma, 11 dicembre 1973) è una politica italiana.

## Biografia
Nasce a Parma da genitori veneti, è figlia di Giuliano Andreuzza, calciatore professionista che ha militato in squadre di Serie A e Serie B. All'età di 6 anni si trasferisce a Noventa di Piave, dove i genitori svolgono un'attività commerciale. Studia al liceo artistico di Treviso, si laurea quindi in architettura all'Università di Venezia, conseguita l’abilitazione all’albo degli Architetti si specializza nell'arredo di interni e design.
Iscritta alla Lega Nord, alle elezioni comunali del 1997 viene eletta consigliere comunale di Noventa di Piave. 
Alle elezioni europee del 2004 è candidata nelle liste della Lega per la circoscrizione Italia nord-orientale, ottiene 2191 preferenze, ma non è eletta. È candidata alle politiche del 2006 e del 2008 nella circoscrizione Veneto 2, ma non è eletta in nessuna delle due tornate. Nel luglio 2009 è nominata assessore al turismo della Provincia di Venezia nella giunta di centrodestra presieduta da Francesca Zaccariotto. Si candida nelle liste della Lega Nord anche alle elezioni regionali in Veneto del 2010, senza essere eletta nonostante le 1249 preferenze. 
Alle elezioni comunali del 2012 è candidata sindaco di Noventa di Piave per la Lega Nord, ottenendo il 19,72% e venendo riconfermata in Consiglio comunale.
Alle elezioni regionali in Veneto del 2015 si candida nella lista Zaia Presidente per la provincia di Venezia: ottiene 1738 preferenze ed è la prima dei non eletti.
Alle elezioni comunali del 2017 è rieletta consigliere comunale di Noventa di Piave con 342 preferenze.
Alle elezioni politiche del 2018 è eletta alla Camera dei Deputati nel collegio uninominale Veneto 1 - 01 (Venezia) per il centrodestra in quota Lega con il 35,05%, superando Enrico Schenato del Movimento 5 Stelle (28,61%) e Nicola Pellicani del centrosinistra (26,93%). È membro e capogruppo dal 2018 della X Commissione attività produttive, commercio e turismo e membro della Giunta parlamentare per le autorizzazioni. Nel luglio del 2020 assume l’incarico di Vicepresidente della X Commissione Parlamentare Attività produttive, Commercio, Turismo
Alle elezioni politiche del 2022 viene rieletta alla Camera nel collegio uninominale Veneto 1 - 02 (Chioggia) con il 53,49%, superando Francesca Bressanin del centrosinistra (24,99%) e Federico Resler di Azione - Italia Viva (7,56%).